# ピエール・ジャン・ブラク
ピエール・ジャン・ブラク（Pierre-Jean Braecke または Petrus Johannes Braecke、1858年10月4日 - 1938年11月10日）はベルギーの彫刻家である。ベルギーのアール・ヌーヴォー様式の建築家、ヴィクトール・オルタと働き、装飾彫刻を制作したことなどで知られる。

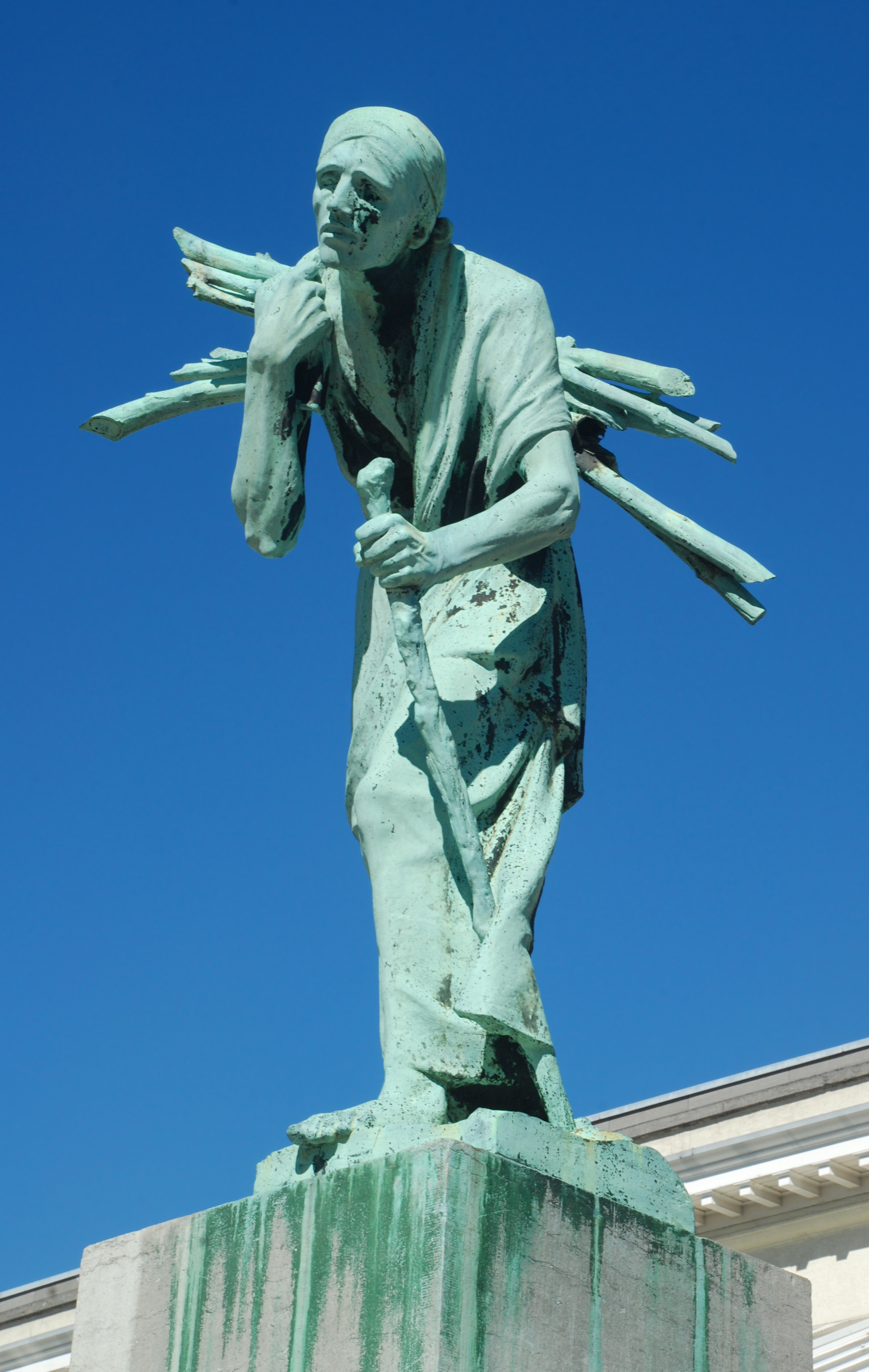
ピエール・ジャン・ブラク作『冬または年老いた樵』、(ブリュッセル植物園内に展示)

## 略歴
ニーウポールトの大工の息子に生まれた。幼い頃から美術の才能を示し、10歳の時には絵のコンクールで2度、優勝した。父親のもとで短期間。働いた後、16歳でブルッヘの彫刻家、Henri Pickeryに弟子入りし、彫塑や木彫、石彫を学んだ。1878年から1881年の間はルーヴェンの美術学校で修業を続けた。1882年のベルギーのローマ賞に応募し、ギヨーム・シャルリエに次いで2位になった。その後、ブリュッセルに移り、1884年頃、装飾彫刻家の Georges Houtstontの工房で働いていた時に建築家のヴィクトール・オルタと知り合ったと考えられる。1885年にブリュッセルの美術家グループ、「L'Essor(発展)」の展覧会に出展している。
1889年頃から、工場労働者などを題材にした作品を製作したコンスタンタン・ムーニエの影響を受けて、樵や漁をする女性といった庶民や、盲目の人物などの人々を題材の作品を制作した。
1892年に画家のジャン・デルヴィルや彫刻家のヴィクトール・ルソーとともに、保守的な「L'Essor(発展)」に対抗する美術家グループ「Pour l'art（芸術のために）」を設立し、グループ展を開くようになった。その後もベルギーやパリの展覧会に作品を出展し、多くの野外彫刻も制作した。1903年にイタリア人のモデルと結婚した。友人となったヴィクトール・オルタとの共作を続け、オルタの建築の多くの装飾彫刻を制作した 。第一次世界大戦後には多くの犠牲者のための記念碑を制作した。
サン＝ジョス＝タン＝ノードの美術学校で絵を教え、後に校長になった。教えた学生にはジャン・ジャック・ガイヤール(Jean-Jacques Gailliard)らがいる。

## 作品

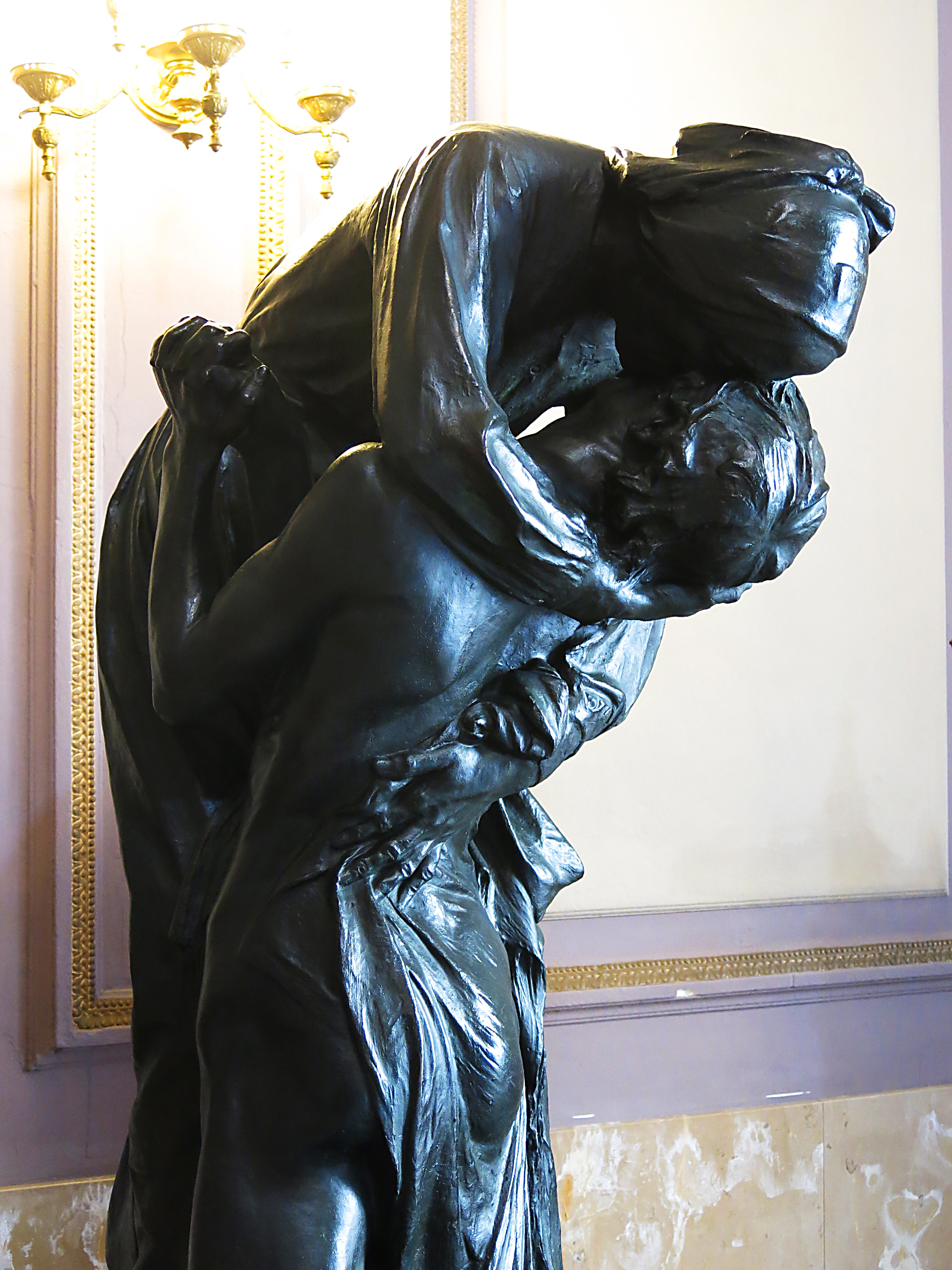
許し
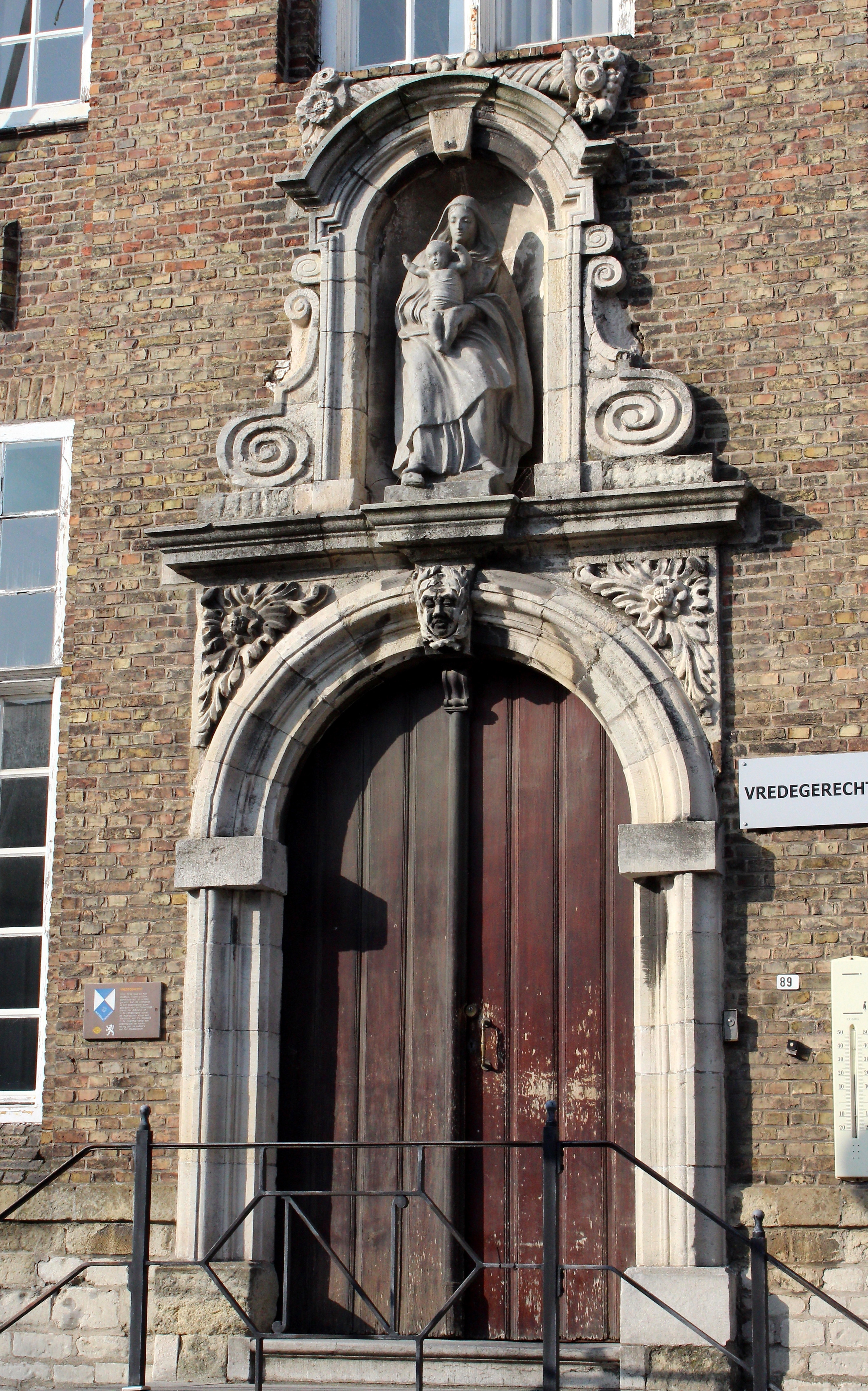
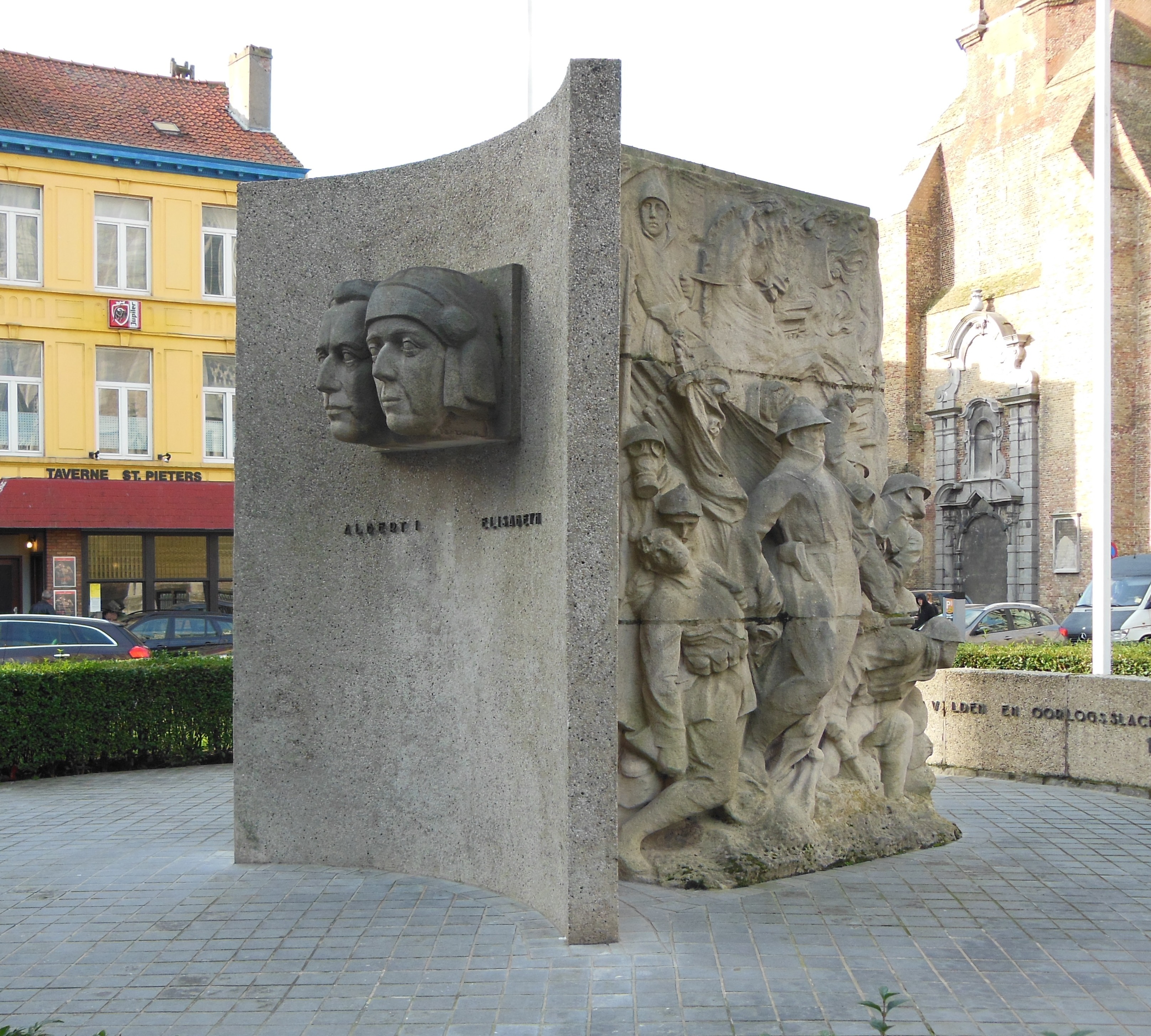
第一次世界大戦の犠牲者のための記念碑
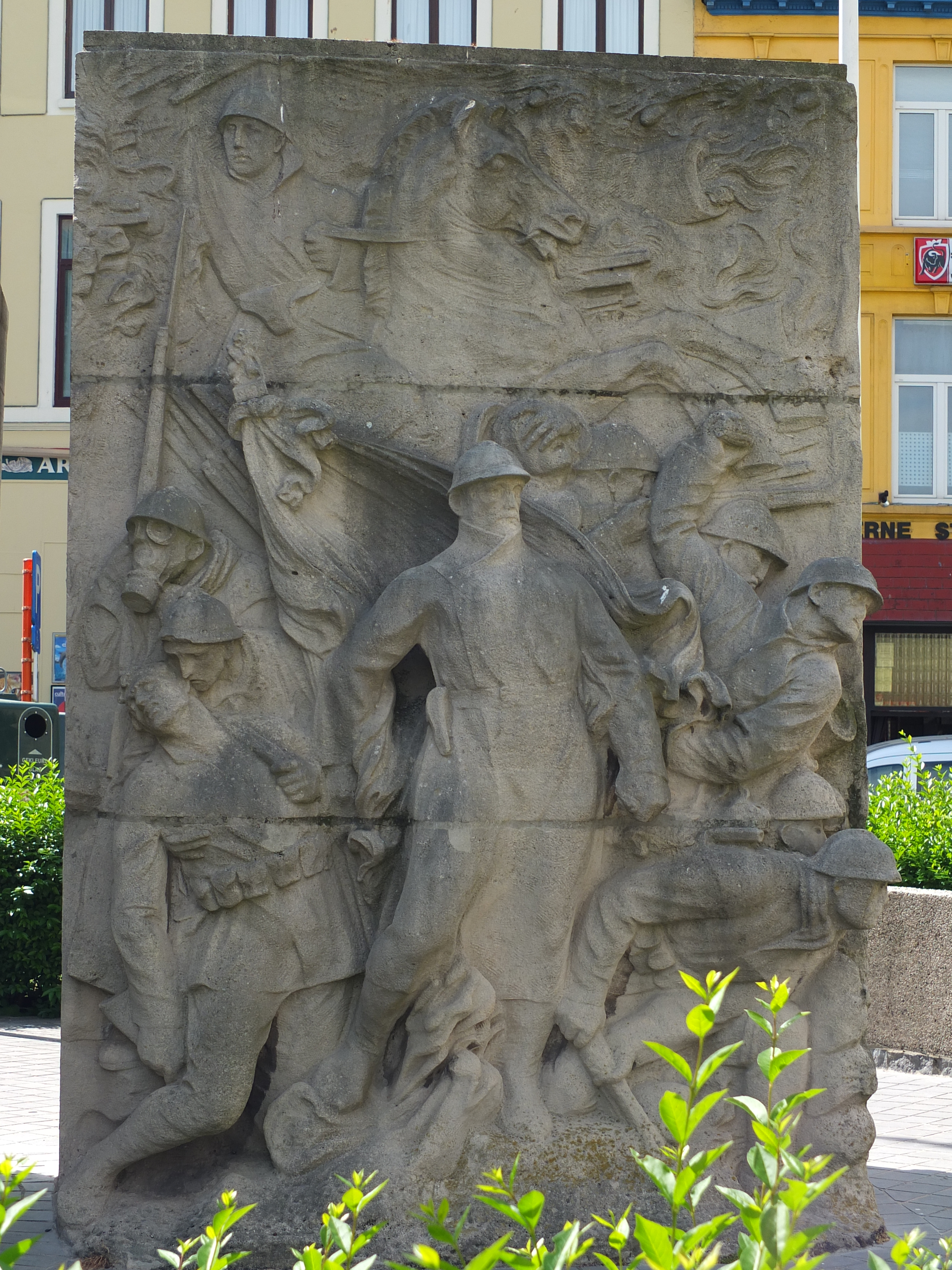
同記念碑のレリーフ